# Portão de Jafa

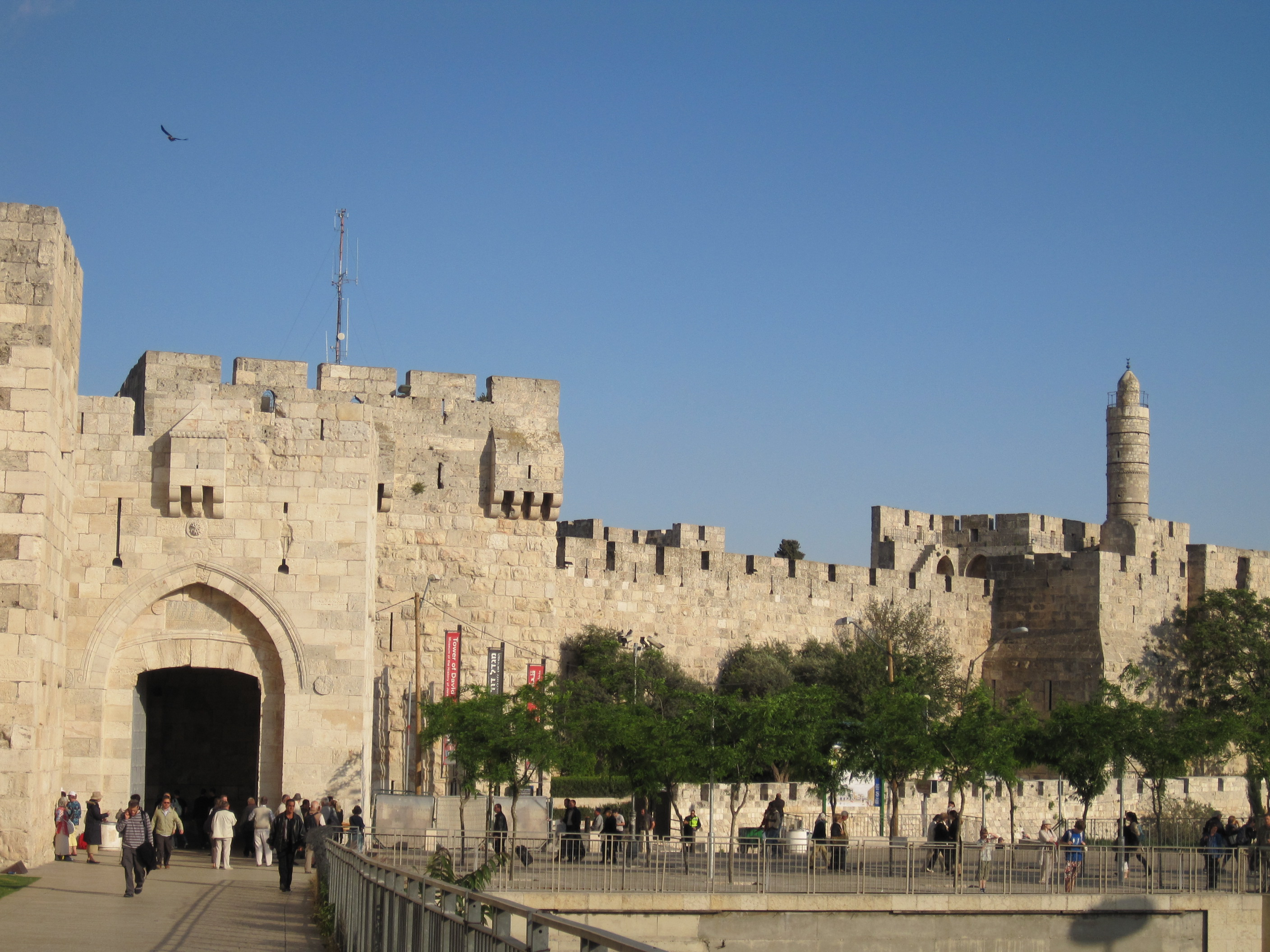

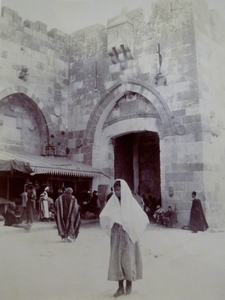
Jaffa Gate, Jerusalem, 1891

Portão de Jafa (em hebraico:  שער יפו, Sha'ar Yafo; em árabe: باب الخليل, Babal Calil, "Portão de Hebrom"; também arábico, Babe Mirabe Daúde, "Portão do Nicho de Oração de David"; também Portão de David) é um portão de pedra localizado na cidade antiga de Jerusalém. É um dos oito principais portões das muralhas que cercam a cidade velha de Jerusalém.

## Torre de Davi / Cidadela
A Torre de Davi é uma antiga fortaleza localizada perto da entrada do Portão de Jafa da Cidade Velha de Jerusalém.

## Quilómetro Zero de Israel
Após a reconquista de Jerusalém no CE 132 o imperador Adriano teve a cidade reconstruída como uma cidade romana chamada Aelia Capitolina e um pilar de altura na praça no interior da Porta de Damasco foi o ponto de partida para as medições para outras cidades, como indicado no mosaico de Madaba Mapa . Este pilar parece ter caído ou sido demolida durante o período bizantino.
Na 20th Century Plaza fora do Portão de Jafa servido a mesma finalidade. Durante o mandato britânico para a Palestina um marcador do lado de fora da porta serviu de ponto zero para distâncias de e para Jerusalém. Não existe tal marcador hoje.

## Pavilhão Bezalel
Perto do Portão de Jafa, era uma estrutura estanhado de madeira com um telhado irregulares e torre, construída em 1912 em uma loja e showroom em Academia de Arte e Design - Bezalel. Foi projetado especificamente para os turistas e transeuntes em seu caminho para sair da Cidade Velha.

## A Torre do Relógio
Em 1907, um relógio foi construído sobre o telhado do Portão de Jafa e em 1908 uma torre de relógio foi construído por cima da porta para servir o distrito de negócios em desenvolvimento na parte superior do Vale do Hinom. Era para ser uma das cerca de cem de tais torres de relógio construídas em todo o Império Otomano em 1900, em comemoração ao 25º ano de governo do Sultão Abdulamide II. A torre custa 20.000 francos; tal era a pobreza da cidade que o dinheiro não foi levantado - e, portanto, a torre do relógio não foi concluído - até 1908. Posteriormente ele só durou uma década e foi derrubado pelos britânicos em 1922 - por razões estéticas.

## Turco-Otomano Sebil
Na entrada do Portão de Jafa, perto do Pavilhão Bezalel, foi um Sebil construído pelo sultão.

## Galeria

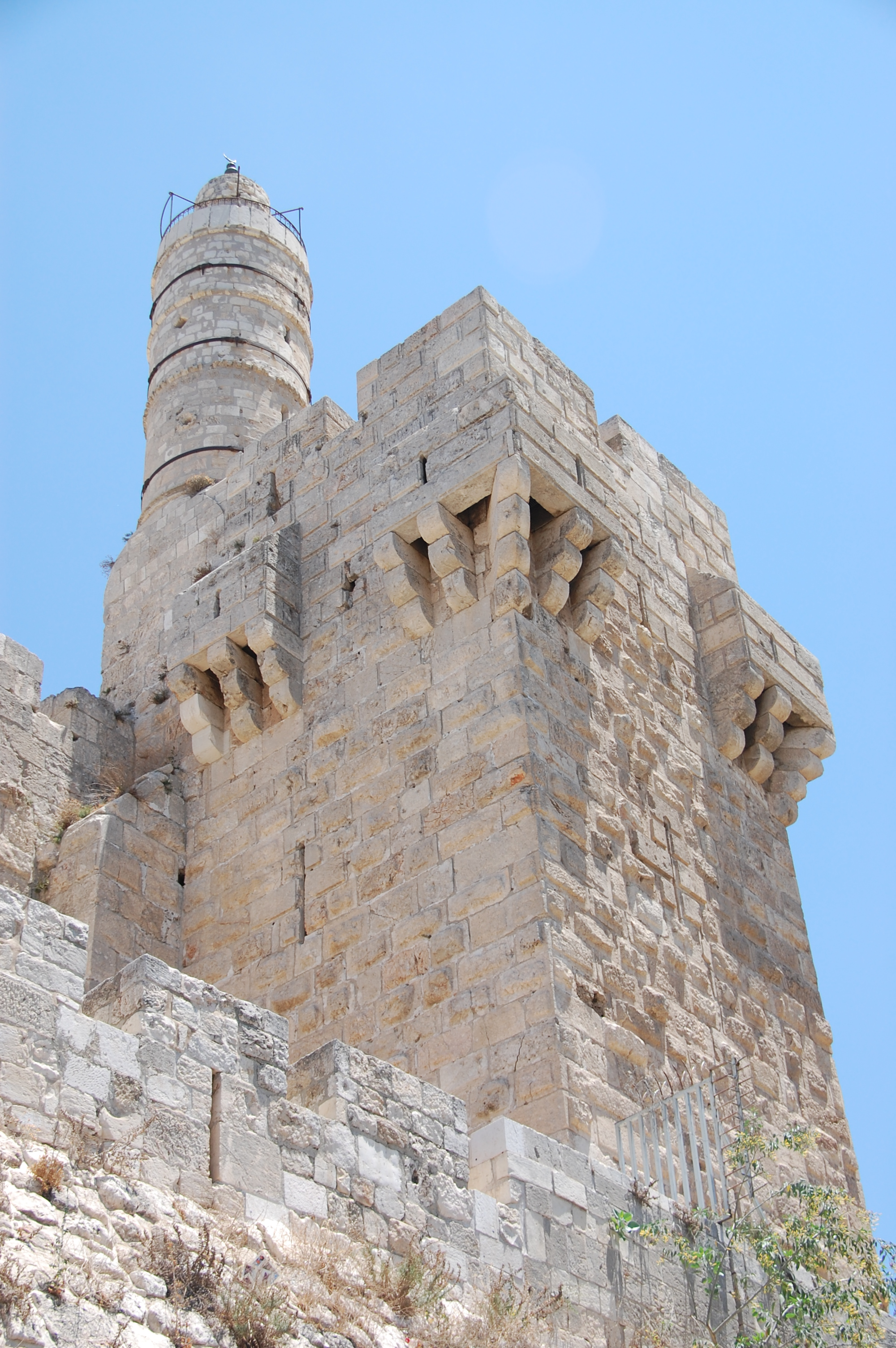
Torre de David / Cidadela
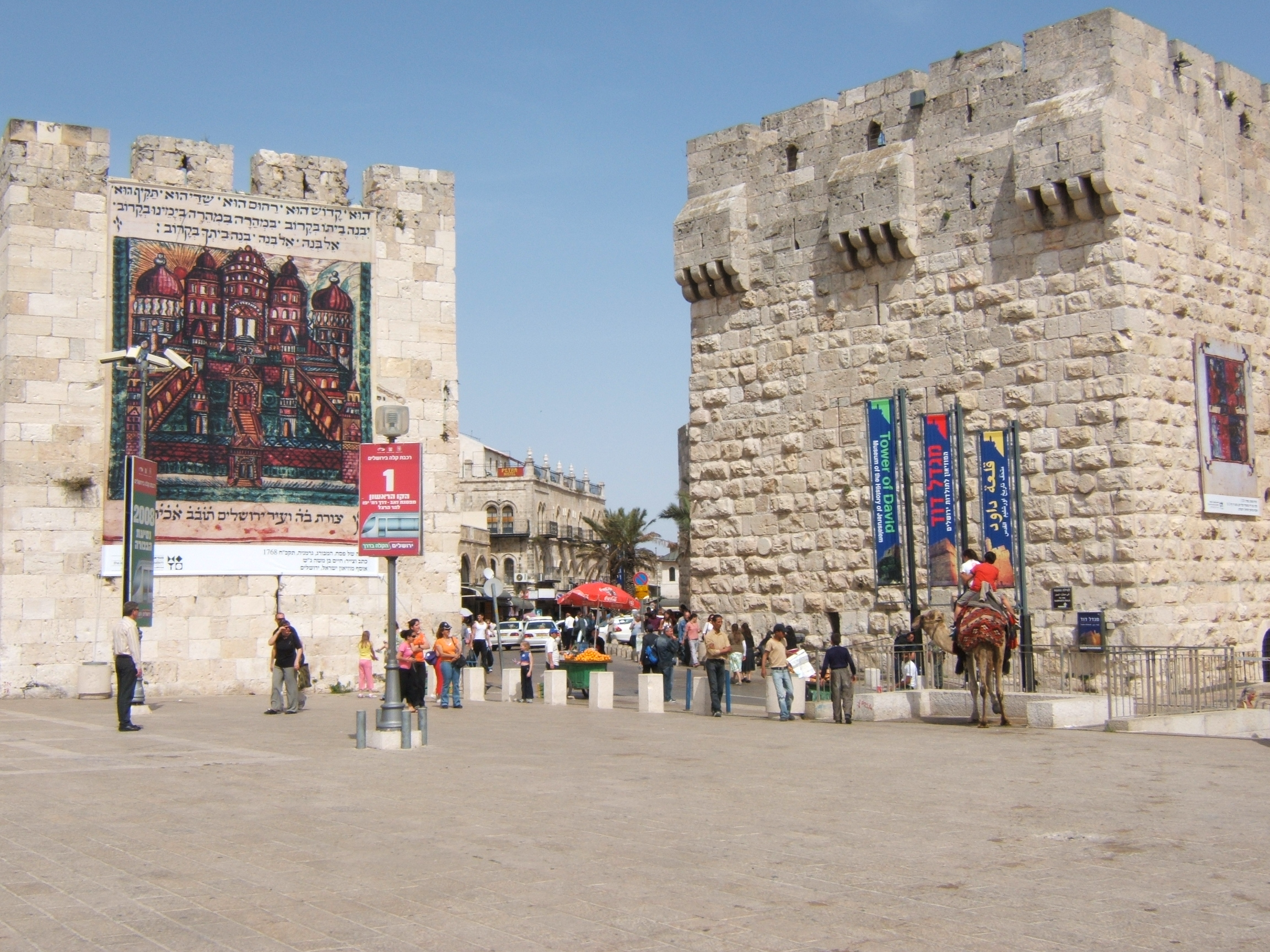
Zero Quilômetro de Israel
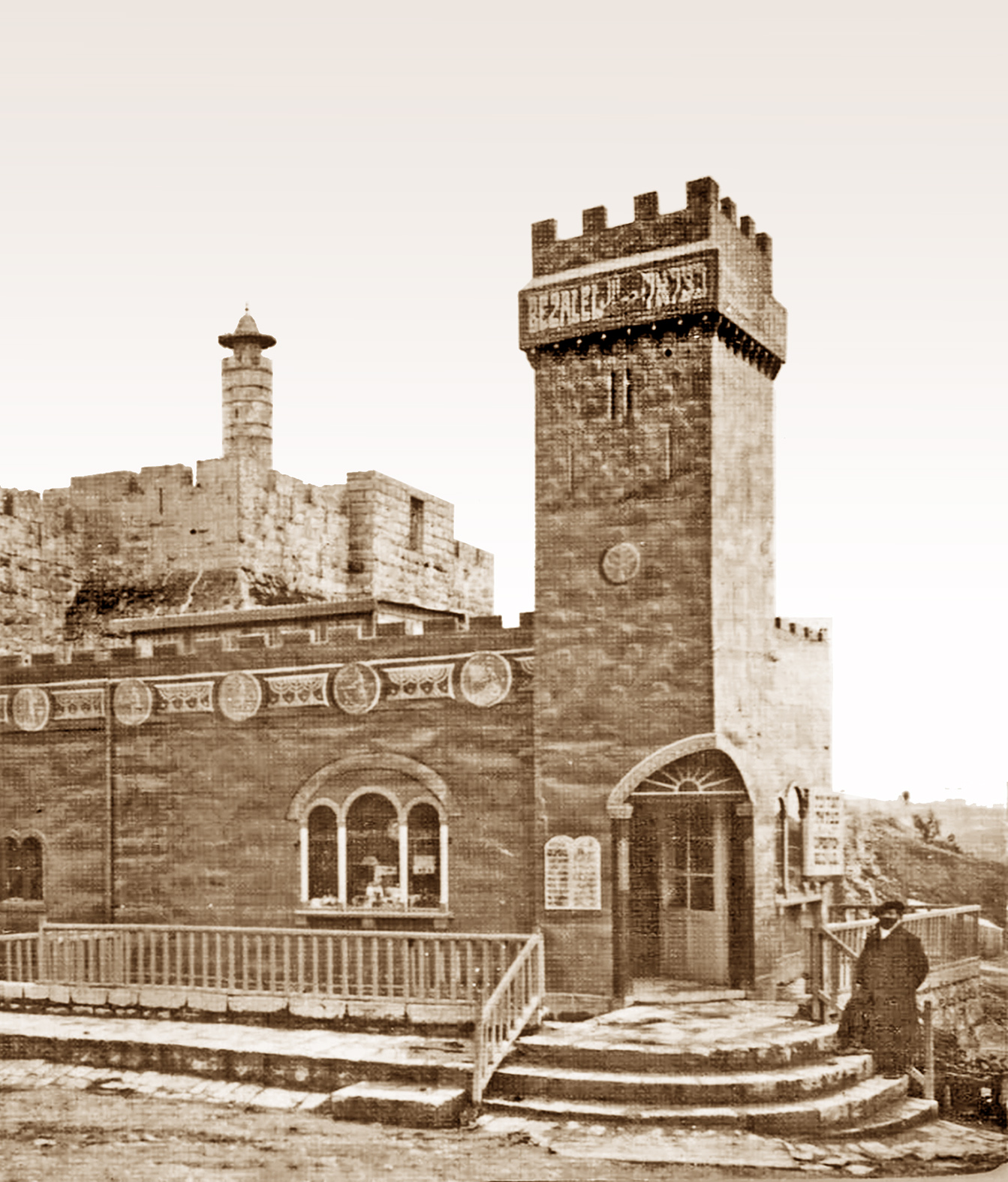
Bezalel Pavilhão
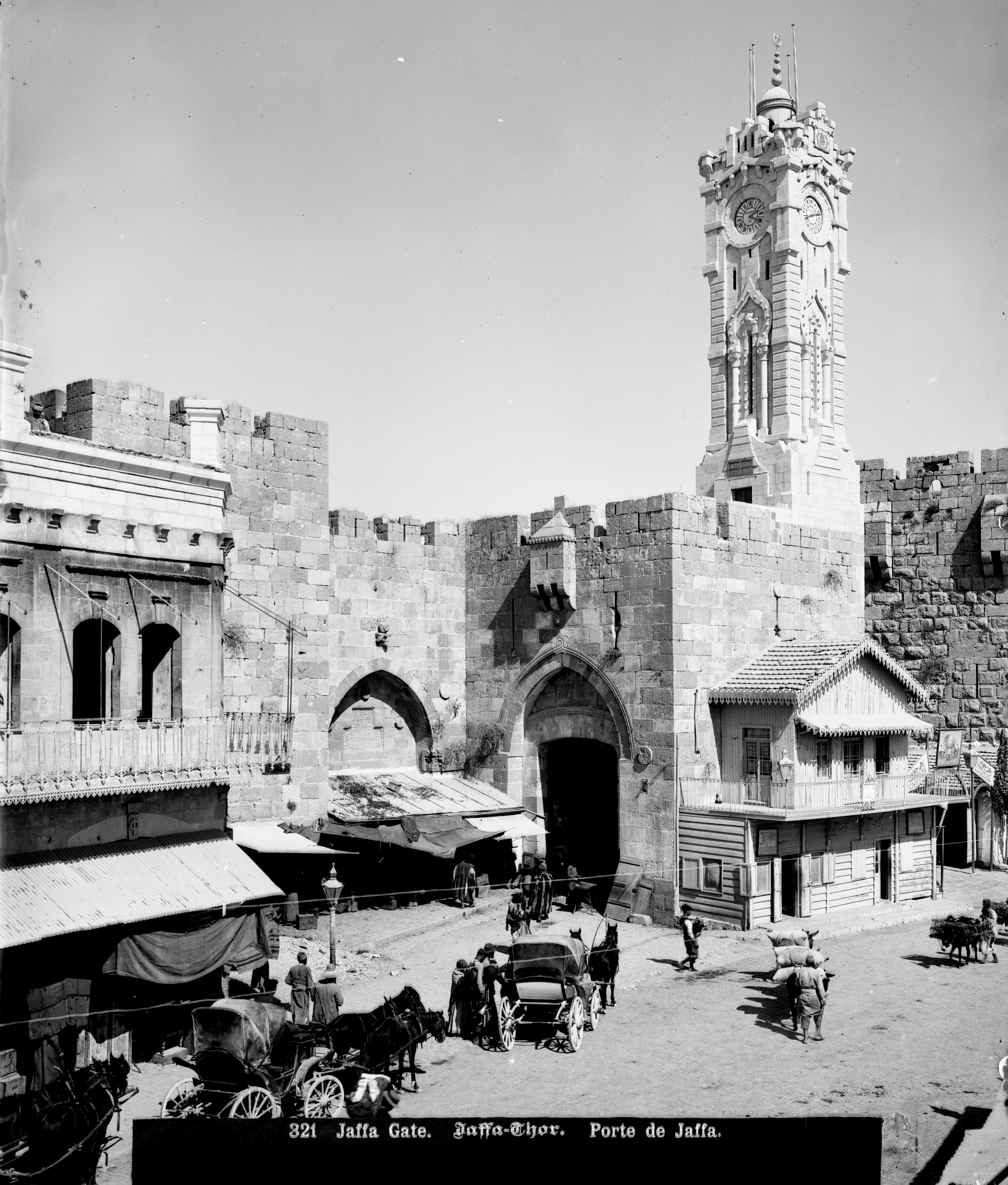
A Torre do Relógio
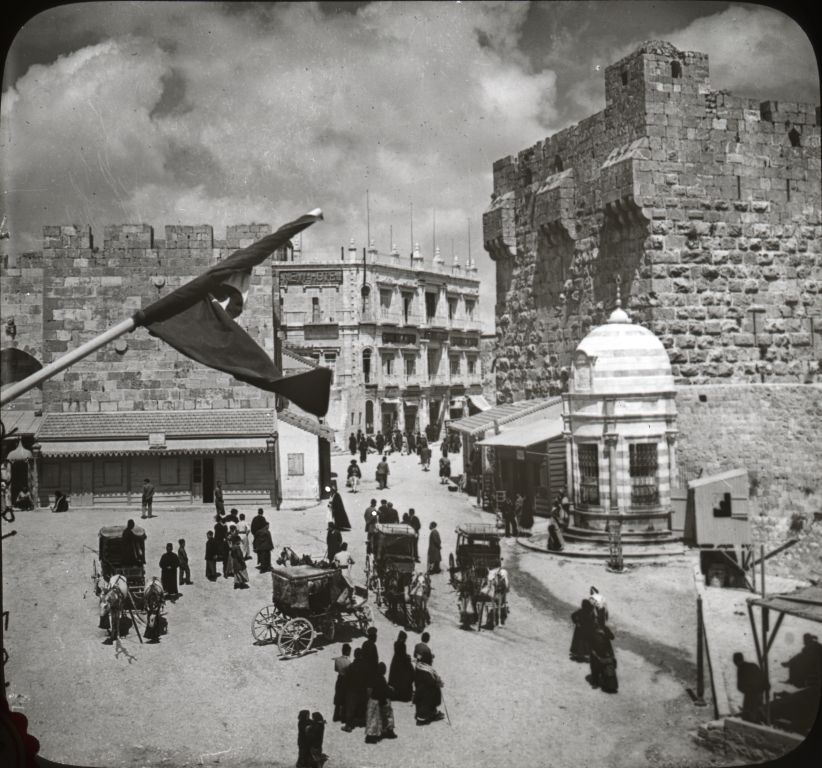
Turco-Otomano Facilidade para a Água